# Чорчана
Чорчана (груз. ჩორჩანა) — село в Грузии. Находится в Хашурском муниципалитете края Шида-Картли. Высота над уровнем моря составляет 900 метров. Население — 62 человека (2014).